# George de Cantilupe
Sir George de Cantilupe (* 7. April 1251 in Abergavenny Castle; † 14. September 1273) war ein englischer Adliger.

## Leben
George de Cantilupe entstammte der anglonormannischen Familie Cantilupe, die im 13. Jahrhundert als loyale Gefolgsleute der englischen Könige Johann Ohneland und Heinrich III. zu mächtigen Baronen aufgestiegen waren. Er war das dritte Kind und der einzige Sohn von William III de Cantilupe und dessen Frau Eva de Briouze, einer Tochter und Miterbin des Marcher Lords William de Briouze und von Eva Marshal. Sein Vater starb bereits 1254, so dass der junge George Eaton Bray in Bedfordshire sowie Bulwick in Northamptonshire erbte. Nach dem Tod seiner Mutter 1255 wurde er dazu zum Erben von Abergavenny und weiteren Besitzungen in den Welsh Marches und in Südwestengland, darunter Totnes Castle. Noch vor dem Tod seines Vaters, der einer der wichtigsten Höflinge von Heinrich III. war, wurde Cantilupe mit Margaret, einer Tochter von Edmund de Lacy, Earl of Lincoln verlobt. Nach dem Tod seines Vaters wurde Lord Eduard, der Thronfolger und älteste Sohn von Heinrich III., sein Vormund. Nach dem Chronisten Matthew Paris wurden seine Ländereien 1257 an Königin Eleonore, Eduards Mutter, übergeben, die die Besitzungen ausbeutete.
Die Ehe zwischen Cantilupe und Margaret de Lacy wurde vermutlich nie vollzogen, dennoch blieb Cantilupe der Familie Lacy verbunden. Im April 1270 zahlte Henry de Lacy, 3. Earl of Lincoln, der Bruder von Margaret, zusammen mit Roger III Mortimer, ein Verwandter seiner Mutter, 800 Mark an Lord Eduard, vermutlich um die Vormundschaft zu erwerben. Im selben Jahr bezeugte Cantilupe zusammen mit Henry de Lacy eine Urkunde, und zusammen mit de Lacy, Edmund of Cornwall und weiteren jungen Adligen wurde Cantilupe am 13. Oktober 1272 von Heinrich III. in Westminster zum Knight Bachelor geschlagen. Um den 23. April 1273, dem Festtag seines Namenspatron Georg, wurde er für volljährig erklärt und erhielt seine Besitzungen. Am 8. September bestätigte er noch eine Schenkung eines seiner Vasallen an Dunstable Priory, starb jedoch nur wenige Tage später. Möglicherweise starb er in Brecknockshire im Kampf gegen die Waliser.
Da er kinderlos gestorben war, wurden seine Besitzungen zwischen seinen beiden Schwestern bzw. deren Erben aufgeteilt. John Hastings († 1313), der älteste Sohn seiner 1271 verstorbenen Schwester Joan, erbte Abergavenny. Seine Schwester Millicent, die in zweiter Ehe Eudo de la Zouche geheiratet hatte, erbte Eaton Bray, Totnes und die anderen Besitzungen in England, ihr Erbe wurde ihr Sohn William Zouche. 